# Climat de la Haute-Loire

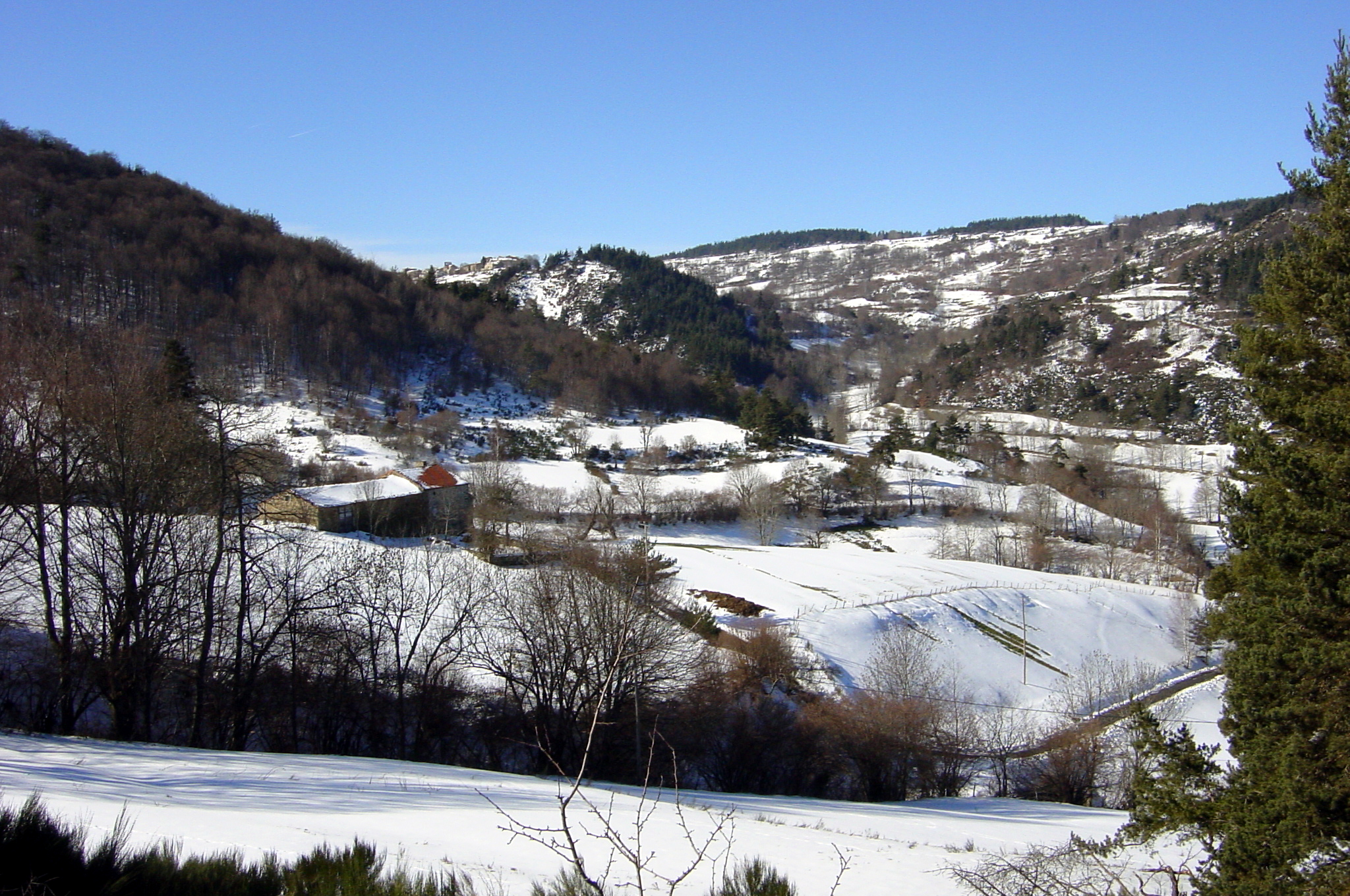
Croisances sous la neige.

Le climat de la Haute-Loire, influencé par la saison et la topographie (plaines, vallées, montagnes), présente une grande diversité. 
Alors qu'il est soumis, comme l'ensemble de la France, à la dominante atlantique, sa position à l'intérieur du Massif central et la morphologie des bassins fermés confèrent au département de la Haute-Loire un climat d'abri, ayant un relatif effet de continentalité. Bien que présentant des variations notables, sur des distances parfois courtes du fait de l'altitude (contraste saisissant entre la Ribeyre de Lavoûte-Chilhac, ensoleillée, et la Margeride voisine, froide et pluvieuse), le climat est souvent frais en raison des altitudes élevées (les deux-tiers du territoire sont au-dessus de 800 m). 

## Précipitations
Les perturbations se déchargent sur les reliefs périphériques (Aubrac, Cantal et monts Dore pour celles venant de l'océan ; Cévennes pour celles venant de la Méditerranée) ; elles sont atténuées en arrivant sur la Haute-Loire, malgré de fréquents orages de mai à septembre et une certaine réactivation sur les massifs. Les cumuls pluviométriques, faibles à modérés, vont de moins de 600 mm/an en plaine et vallées (Brioude, Langeac, Le Puy, Monistrol-sur-Loire) à 1 200 mm en montagne (Mézenc, Margeride).

## Températures
Les températures moyennes varient significativement en fonction de l'altitude. À 400 mètres d'altitude, elles sont de 3 °C en janvier et de 19,5 °C en juillet, faisant du val d'Allier la zone la plus chaude. En revanche, à 1 300 mètres d'altitude, on observe des températures de −2 °C en janvier et de 13 °C en juillet, le massif du Mézenc étant la région la plus froide.
Le record de chaleur a été atteint le 21 août 2011, enregistrant 40 °C à la station de Brioude-Fontannes. Quant au Puy-en-Velay, son record a été établi le 27 juin 2019, atteignant 39,5 °C.

## Enneigement
L'enneigement hivernal est généralement plus régulier, bien que moins abondant comparé aux Cévennes ou à l'ouest de l'Auvergne, en raison de la continentalité qui atténue à la fois les précipitations et les redoux, limitant ainsi les variations. La neige devient fréquente à partir de novembre et persiste au sol pendant plusieurs mois au-dessus de 1 000 mètres d'altitude. Le vent du nord, appelé burle, crée une atmosphère glaciale sur les hauts plateaux dénudés, soulevant et accumulant la neige en congères.
La durée de la présence de neige au sol fluctue considérablement d'une année à l'autre, mais sur le massif du Mézenc et de la Margeride, elle peut perdurer entre 5 à 6 mois par an,.
Le retour de la belle saison s'amorce en mai, recouvrant tout le département d'une luxuriante verdure.

## Végétation
La végétation résume bien le climat de la Haute-Loire : le pin sylvestre, résistant au froid comme à la sécheresse, est l'arbre dominant des collines et plateaux. En montagne se trouvent hêtres et sapins : ils résistent mieux à la neige et sont plus exigeants en eau. Enfin la présence de petites vignes dans les vallées témoigne de l'intense chaleur estivale. Certains villages, tels que Chilhac, possèdent en outre une flore d'affinité méditerranéenne, à laquelle s'ajoutent des éléments exotiques largement naturalisés (cactus du genre Opuntia, communément appelés figuiers de barbarie). Tout cela affirmant la diversité qu'offre le département.

## Réchauffement climatique
En raison du changement climatique, les périodes estivales se caractérisent par des températures plus élevées et des conditions plus arides. En matière d'approvisionnement en eau potable, au cours de l'année 2022, 40 municipalités ont fait face à la baisse du niveau de leurs puits. De plus, l'enneigement a également connu une diminution.